# Luminal (gruppo musicale)
I Luminal sono un gruppo musicale indie rock italiano, formatosi a Roma nel 2005 e composto da Alessandra Perna (voce e chitarra nei primi due album, voce e basso dal 2012), Carlo Martinelli (voce e chitarra nei primi due album, voce e basso dal 2012), e Alessandro Commisso (batteria).

## Storia del gruppo
I Luminal registrano il primo album nel 2008, Canzoni di Tattica e disciplina, per l'etichetta Action directe, prodotti da Cristiano Santini (ex Disciplinatha).
Il video del brano Tattica e disciplina viene trasmesso da LA7, Rete 4 e MTV Brand New, mentre il disco finisce nella Top 15 di musica italiana nella trasmissione radiofonica Moby Dick di Rai Radio 2.
Il secondo lavoro, Io non Credo esce il 16 maggio 2011, sempre per l'Action Directe di Cristiano Santini, e vede come ospiti Nicola Manzan (Bologna Violenta, ex Baustelle, Il Teatro degli Orrori) alla viola ed al violino e Andrea "Fish" Pesce (tastierista di Carmen Consoli, fondatore del Collettivo Angelo Mai, ex Tiromancino) al piano.
Incentrato sul tema dell'Unità d'Italia, Io non credo vede in copertina Giuseppe Garibaldi, ritratto dal pittore romano Marco Filippetti su quattro giacche nere, le stesse che verranno indossate dai componenti della band per il trailer video dell'album.
Il disco, anticipato in streaming sul sito di Rolling Stone e da un'intervista dei Luminal su Il Fatto Quotidiano, viene presentato all'Angelo Mai di Roma in occasione del festival per il 1º maggio 2011.
Per il terzo disco la band cambia etichetta discografica, affidandosi a La Narcisse, formazione e in parte stile: il gruppo diventa un trio composto da basso, batteria e voce; i testi da visionari si fanno più cupi ed immediati. Amatoriale Italia viene pubblicato il 5 maggio 2013; è prodotto, registrato e missato da Daniele "ilmafio" Tortora presso il Clivo Studio di Roma e masterizzato da Giovanni Versari presso La Maestà di Forlì. Il disco tratta il tema della cultura del web in Italia e della vita di un gruppo rock come i Luminal in questo contesto. Nel 2012 il disco era stato anticipato dal rilascio del primo video del brano Grande Madre Russia in una versione live, seguito dal singolo in studio Lele Mora.
Nel novembre 2013 si aggiudicano il PIMI 2013 (premio organizzato dal Meeting delle Etichette Indipendenti) come "miglior gruppo".
Nel 2014 partecipano alla riedizione dell'album Hai paura del buio? degli Afterhours, collaborando al rifacimento del brano Elymania.
Nel 2015 dividono il palco dell'Arena di Verona con i Placebo.

## Endorsement
La band è endorser Gibson dal 2011.

## Formazione

### Formazione attuale
- Alessandra Perna - voce, basso elettrico
- Carlo Martinelli - voce, basso elettrico e armonica (dal 2006)
- Alessandro Commisso - batteria (dal 2011)

### Ex componenti
- Alessandro Catalano - basso elettrico (2005-2011)
- Alessandro Pieravanti - batteria (2006-2011)

## Discografia

### Album
- Canzoni di Tattica e Disciplina (2008)
- Io non Credo (2011)
- Amatoriale Italia (2013)
- Acqua azzurra, Totò Riina (2015)

### EP
- Il Regno (2007)
- La Firma (2010)

## Videografia
- Tattica e disciplina (2009)
- Dammi tutti i tuoi soldi (2009)
- La Firma (2010)
- Grande Madre Russia (2012)
- Lele Mora (2012)
- Carlo vs. il giovane hipster (2013)
- Canzone per Antonio Masa (2013)
- Donne (du, du, du) (2014)